# 汪南东
汪南东（1953年—），安徽绩溪人，汉族，中华人民共和国政治人物、第十二届全国人民代表大会广东地区代表。
毕业于广东省江门市职工业余大学企业管理专业。加入中国共产党。2013年，担任全国人大代表。